# Bunocephalus
Bunocephalus is een geslacht van straalvinnige vissen uit de familie van de braadpan- of banjomeervallen (Aspredinidae).

## Kenmerken
Deze nachtactieve vissen hebben een grote ronde kop en een slank lichaam, waardoor ze op een koekenpan lijken. Sommige leden van dit geslacht hebben een ingenieuze methode ontwikkeld voor bescherming van het nageslacht.

## Soorten
- Bunocephalus aleuropsis Cope, 1870
- Bunocephalus amaurus Eigenmann, 1910
- Bunocephalus chamaizelus Eigenmann, 1912
- Bunocephalus colombianus Eigenmann, 1912
- Bunocephalus coracoideus (Cope, 1874)
- Bunocephalus doriae Boulenger, 1902
- Bunocephalus erondinae Cardoso, 2010
- Bunocephalus knerii Steindachner, 1882
- Bunocephalus larai Ihering, 1930
- Bunocephalus verrucosus (Walbaum, 1792)